# Wydawnictwo Cyklady
Wydawnictwo Cyklady powstało w 1991 roku. Zakres zainteresowań obejmuje w pierwszym rzędzie literaturę popularnonaukową, naukową oraz beletrystykę. Oficyna publikuje rocznie od 15 do 20 nowych tytułów. Od początku działalności nastawiona jest zasadniczo na przekłady z języków obcych (ale publikuje także autorów polskich). Cyklady mają w swoim dorobku kilka serii książek popularnonaukowych. Są to głównie przekłady z języka angielskiego, francuskiego i niemieckiego. Najpopularniejszą serię stanowi Judaica, która obejmuje publikacje naukowe i popularnonaukowe na temat historii, religii i dziedzictwa kulturowego Żydów. Od niedawna rozbudowywany jest dział literatury pięknej.

## Wybrane publikacje
- Michael Grant, Dwunastu cezarów, 1997, 243 ss. ISBN 83-86859-21-0
- Michael Grant, Herod Wielki, 2000, 290 ss. ISBN 83-86859-51-2
- Daniel-Rops, Życie codzienne w Palestynie w czasach Chrystusa, 2001, 416 ss. ISBN 83-900592-7-4
- Michael Grant, Święty Piotr, 2004, 171 ss.
- James C. Vanderkam, Wprowadzenie do wczesnego judaizmu, 2006, 256 ss. ISBN 83-60279-03-9
- Philippe Haddad, Mądrości rabinów, 2012, 216 ss. ISBN 978-83-60279-50-2